# Corgoloin
Corgoloin é uma comuna francesa na região administrativa da Borgonha-Franco-Condado, no departamento de Côte-d'Or. Estende-se por uma área de 12,58 km². Em 2010 a comuna tinha 933 habitantes (densidade: 74,2 hab./km²).